# Gérard Bouchard
Pour les articles homonymes, voir Bouchard.
Gérard Bouchard, né le 26 décembre 1943 à Jonquière, est un historien, sociologue, écrivain et professeur québécois. 

## Biographie
Gérard Bouchard naît à Jonquière en 1943 dans une famille ouvrière, fils de Philippe Bouchard et d’Alice Simard. Il est le frère cadet de Lucien Bouchard, premier ministre du Québec de 1996 à 2001.
Il étudie à la faculté des sciences sociales de l'Université Laval, principalement avec les professeurs Léon Dion et Fernand Dumont. Il obtient un baccalauréat, puis une maîtrise en sociologie (1968). Il étudie ensuite à l'Université de Paris (Nanterre) sous la direction de l’historien des mentalités Robert Mandrou. En 1971, il complète un doctorat de 3e cycle avec une thèse en histoire sociale, Le Village immobile : Sennely-en-Sologne au XVIIIe siècle, publiée l'année suivante aux éditions Plon. Devenu professeur à l'Université du Québec à Chicoutimi (UQAC), il publie sur la génétique des populations et la démographie du Québec.
Professeur au département des sciences humaines à l'Université du Québec à Chicoutimi depuis 1971, il a été professeur associé à l'Université du Québec à Montréal (1974) et à la faculté de médecine de l'Université Laval (1988-1989). Il a aussi été directeur d'études associé à l'École des hautes études en sciences sociales à Paris (1977, 1991, 1999) et professeur invité au département de sociologie de l'Université Harvard (2008-2009), où il est titulaire de la Chaire Mackenzie-King en études canadiennes.
Créateur, en 1971, du projet BALSAC, puis, en 1972, de l'Institut interuniversitaire de recherches sur les populations (IREP). Au cours de sa carrière, Bouchard a publié, copublié ou dirigé une quarantaine d'ouvrages ainsi que plusieurs articles sur des domaines aussi variés que la génétique, l'épidémiologie, l'éthique, le droit, la diversité ethnique, la société rurale, l'histoire régionale, l'historiographie québécoise, l'histoire nationale comparée, les imaginaires collectifs, les mythes sociaux et l'interculturalisme. Le généticien français Albert Jacquard a affirmé que « sa capacité à dominer les avancées conceptuelles, tout en gardant le souci du service à rendre aux hommes, fait de lui un modèle de chercheur en sciences humaines. »
En 2002, Gérard Bouchard devient titulaire de la Chaire du Canada sur les imaginaires collectifs.
En 2007-2008, à la demande du gouvernement du Québec, il a coprésidé, avec le philosophe Charles Taylor, la Commission de consultation sur les pratiques d'accommodement reliées aux différences culturelles.

## Œuvres
Avec son essai Genèse des nations et cultures du Nouveau Monde, il prend la tête de l'école historique néo-nationaliste. Le néo-nationalisme de Gérard Bouchard veut rompre avec l’historiographie de la survivance comme principe explicatif de l’existence du Canada français (Lionel Groulx). Le Canada français aurait vécu sur de fausses croyances véhiculées par une élite religieuse déconnectée des masses et leur américanité. Il plaide au départ pour un nationalisme civique débarrassé de tout contenu ethnique, mais revient dans ses derniers travaux sur le besoin de mythes pour la construction des nations,. Il est un critique du multiculturalisme canadien et en faveur de l’interculturalisme québécois, un projet diversitaire qui tiendrait compte de la culture majoritaire francophone du Québec. Il a voulu inscrire le Québec dans son américanité, l’appartenance continentale, pour finalement adopter le concept de « sociétés neuves ».
Le chercheur Ronald Rudin lui reproche d'être un révisionniste, insistant sur le désir de celui-ci de démontrer que le Québec est une société à l'heure normale de l'Occident. L'historien Éric Bédard dit de l’ouvrage Genèse des nations et cultures du nouveau monde, que c’est le magnum opus de l’historiographie moderniste, cette tradition qui veut définitivement rompre avec toute filiation intellectuelle et historique avec le Canada français. Le sociologue Joseph Yvon Thériault voit dans les concepts d’« américanité » et de « sociétés neuves » des références vides qui proposent un parcours idéal typique sans tenir compte de la substance historique des sociétés.

## Principaux axes de recherche

### Bases de données et histoire sociale des populations
De retour au Québec après ses études doctorales en France, il s'engage dans un projet d'histoire sociale portant sur la région du Saguenay. Inspirée par les travaux de Lucien Febvre et Marc Bloch, cette recherche a notamment pour but de forger les moyens techniques et méthodologiques qui font défaut à l'histoire sociale.
En 1971, il fonde le projet BALSAC, qu'il dirigera jusqu’en juin 2010. À l'aide d’un système de jumelage automatique de données nominatives de nature économique, sociale, culturelle et démographique, ce projet mène à la création d'un registre universel et informatisé de la population pour toutes les régions du Québec des débuts du peuplement au XVIIe siècle jusqu'aux décennies récentes. Depuis la fin des années 1970, le fichier BALSAC est exploité dans le champ de la génétique humaine, où il soutient des travaux d'épidémiologie et de génétique des populations.
En 1972, Gérard Bouchard fonde le Centre SOREP, qui deviendra en 1994 l'IREP à la suite d'une entente de collaboration entre sept universités québécoises. Sous sa direction jusqu'en 1998, l'IREP devient un organisme de recherches d’envergure internationale, regroupant une cinquantaine de chercheurs titulaires et associés et environ 275 collaborateurs.
En 1979, Gérard Bouchard cofonde la Corporation de recherche et d'action sur les maladies héréditaires, vouée à la prévention de ces maladies. De 1988 à 1998, il est coresponsable du Projet d'histoire rurale comparée Québec/France (XVIIe – XXe siècles). Il travaille également sur le fichier RIMA, une banque de données orales couvrant une douzaine de régions du Québec et comportant des données culturelles issues de centaines d’entrevues en profondeur avec des personnes âgées, portant sur le rituel du mariage durant la période 1920-1940.
La somme de ces travaux mène à la publication, en 1996, de Quelques arpents d’Amériques : Population, économie, famille au Saguenay, 1838-1971.

## Mandats spéciaux et autres activités
- Il a fait partie du comité de rédaction de plusieurs périodiques, dont la Revue d’histoire d’Amérique française, Histoire sociale/Social History, Canadian Historical Review, Revue canadienne des sciences régionales et Globe.
- Depuis 2002, il est l’un des membres du programme « Sociétés réussies » de l’Institut canadien de recherches avancées. Il siège maintenant au Comité consultatif de ce programme.
- En 2007, il dirige avec le philosophe Charles Taylor la Commission de consultation sur les pratiques d'accommodement reliées aux différences culturelles.
- En 2011, il a dirigé le Comité d’organisation d’un Symposium international sur l’interculturalisme, tenu à Montréal en collaboration avec le Conseil de l’Europe.
- Titulaire de la Chaire de recherche du Canada sur la dynamique comparée des imaginaires collectifs

## Publications
Gérard Bouchard est auteur, coauteur ou codirecteur d’une quarantaine d’ouvrages. Il a publié près de 300 articles dans des revues scientifiques et prononcé plus de 600 conférences et communications au Québec, au Canada et à l'étranger. Il poursuit également une œuvre de romancier, dans laquelle il met en scène des récits de fondation dans le cadre du Nouveau Monde, où se rencontrent descendants d’Européens et Autochtones.

### Livres principaux
- Le Village immobile : Sennely-en-Sologne au XVIIIe siècle. Plon, 1972.
- Reconstitution automatique des familles : Le système SOREP (avec Raymond Roy et Bernard Casgrain). Chicoutimi, Institut interuniversitaire de recherches sur les populations, deux vol., 1985.
- Histoire d’un génome. Population et génétique dans l’Est du Québec (codirecteur). Québec, Presses de l’université du Québec, 1991.
- Pourquoi les maladies héréditaires ? Population et génétique au Saguenay-Lac Saint-Jean. (avec Marc De Braekeleer), Sillery, Septentrion, 1992.
- Quelques arpents d’Amérique : Population, économie, famille au Saguenay, 1838-1971. Montréal, Boréal, 1996.
- Tous les métiers du monde : Le traitement des données professionnelles en histoire sociale. Sainte-Foy, Presses de l’université Laval, 1996.
- La Nation dans tous ses États. Le Québec en comparaison (avec Yvan Lamonde). Paris-Montréal, Harmattan.
- La nation québécoise au futur et au passé. Montréal, VLB Éditeur, 1999.
- Dialogue sur les pays neufs (avec Michel Lacombe). Montréal, Boréal, 1999.
- Genèse des nations et cultures du Nouveau Monde. Essai d’histoire comparée. Montréal, Boréal, 2000.
- Les deux chanoines. Contradiction et ambivalence dans la pensée de Lionel Groulx. Montréal, Boréal, 2003.
- Raison et contradiction. Le mythe au secours de la pensée. Québec. Éditions Nota bene/Cefan, 2003.
- La pensée impuissante : Échecs et mythes nationaux canadiens-français (1850-1960). Montréal, Boréal, 2004.
- La culture québécoise est-elle en crise ? (avec Alain Roy). Montréal, Boréal, 2007.
- Mythes et sociétés des Amériques (ouvrage collectif dirigé en collaboration avec Bernard Andrès). Montréal, Québec Amérique, 2007.
- Fonder l’avenir : Le temps de la conciliation (avec Charles Taylor). Rapport de la Commission de consultation sur les pratiques d’accommodement reliées aux différences culturelles, Gouvernement du Québec, 2008.
- L’interculturalisme. Dialogue Québec-Europe. Actes du Symposium international sur l’interculturalisme (Montréal, 25-27 mai 2011), [En ligne]. http://www.symposium-interculturalisme.com/pdf/livre_complet_FINAL_hyperliens.pdf.
- L’interculturalisme. Un point de vue québécois. Montréal, Boréal, 2012.
- National Myths : Constructed Pasts, Contested Presents (dir.). New York, Routledge, 2013.
- Mythes sociaux et imaginaires collectifs (2014).
- Les nations savent-elles encore rêver? Les mythes nationaux à l’ère de la mondialisation. Montréal, Boréal, 2019.
- Pour l’histoire nationale : Valeurs, nation, mythes fondateurs. Montréal, Boréal, 2023.

### Romans
- Mistouk, Éditions du Boréal, Montréal, 2002, 520 p.
- Pikauba, Éditions du Boréal, Montréal, 2005, 574 p.
- Uashat, Éditions du Boréal, Montréal, 2009, 328 p.

## Prix et distinctions
- 1985 :
  - Membre de la Société royale du Canada
  - Récipiendaire du Prix Jacques-Rousseau (interdisciplinarité) de l'ACFAS
- 1991 - Scientifique francophone canadien, Société Radio-Canada
- 1993 - Prix Léon-Gérin du Gouvernement du Québec pour les sciences sociales et l'interdisciplinarité
- 1996 :
  - Prix John A. MacDonald de la Société historique du Canada pour Quelques Arpents d'Amérique (meilleur ouvrage d'histoire publié au Canada)
  - Prix Lionel-Groulx de l'Institut d'histoire de l'Amérique française pour Quelques Arpents d'Amérique (meilleur ouvrage d'histoire publié au Québec)
  - Prix du Gouverneur général
- 2000 :
  - Prix François-Xavier Garneau de la Société historique du Canada pour Quelques arpents d’Amérique (meilleur livre d’histoire publié au Canada entre 1993 et 1997)
  - Prix du Gouverneur général du Canada (catégorie Études-Essais) pour Genèse des nations et cultures du Nouveau Monde
- 2001 :
  - 2001 - Prix Gérard-Parizeau – Histoire
  - Doctorat Honoris causa de l’Université McGill
- 2002 - Chevalier de l’Ordre de la Légion d’honneur (France)
- 2003 :
  - Membre de l’Académie des lettres du Québec
  - Prix Abitibi-Consolidated, catégorie intérêt général
- 2005 - Prix Abitibi-Consolidated, catégorie intérêt général
- 2006 - Doctorat honoris causa de l'Université de Moncton
- 2011 - Doctorat honoris causa de l'Université de Guelph
- 2013 - Deuxième prix de la Présidence de l'Assemblée nationale du Québec (livre politique) pour L'interculturalisme : un point de vue québécois[13]
- 2015 - Doctorat honoris causa de l'Université de Sherbrooke